# Leif Andersson
Pour les articles homonymes, voir Andersson.
Bo Leif Andersson, né le 26 avril 1961 à Finspång en Suède, est un biathlète suédois.

## Biographie
Il prend part à sa première compétition majeure aux Jeux olympiques d'hiver de 1984 à Sarajevo, terminant huitième de l'individuel, son meilleur résultat individuel au niveau international.
Aux Jeux olympiques d'hiver de 1992, il est médaillé de bronze sur le relais.
Leif Andersson prolonge sa carrière jusqu'en 1995, sans obtenir d'autre résultat majeur. Il devient entraîneur après sa carrière sportive.

## Palmarès

### Jeux olympiques
- Jeux olympiques de 1992 à Albertville (France) :
  -  Médaille de bronze au relais 4 × 7,5 km.